# Ilex tectonica
Ilex tectonica là một loài thực vật có hoa trong họ Aquifoliaceae. Loài này được W.J.Hahn mô tả khoa học đầu tiên năm 1988.